# Alberto Giovannini (attore)
Alberto Giovannini (Firenze, 1878 – Milano, 13 giugno 1915) è stato un attore italiano.

## Biografia
Dopo aver effettuato una lunga gavetta, incontrò nel 1900 un importante direttore, Virgilio Talli, che apprezzò notevolmente le sue qualità artistiche e dal 1912 lo inserì nella sua compagnia teatrale assieme a Maria Melato.
Giovannini si rivelò un attore brillante, sagace e di gusto, a cui donava originalità la corporatura magra e alta, un innovativo scetticismo, buoni doti recitative e l'abilità di manifestare e comunicare, profondamente, anche l'amarezza.
Grazie a queste sue caratteristiche, nel corso della sua carriera interpretò la parte del Barone dell’Albergo dei poveri di Gor'kij, il Geremia Shaw dei Transatlantici di Hermant, il protagonista del Germoglio di Feydeau, dell’Asino di Buridano di Caillavet, dei Maggiolini di Brieux, del Cappello di paglia di Firenze di Labiche.